# Маґнушев-Дужи
Маґнушев-Дужи (пол. Magnuszew Duży) — село в Польщі, у гміні Шелькув Маковського повіту Мазовецького воєводства.
Населення — 218 осіб (2011).
У 1975-1998 роках село належало до Остроленцького воєводства.

## Демографія
Демографічна структура станом на 31 березня 2011 року:
|          | Загалом | Допрацездатний вік | Працездатний вік | Постпрацездатний вік |
| -------- | ------- | ------------------ | ---------------- | -------------------- |
| Чоловіки | 116     | 16                 | 92               | 8                    |
| Жінки    | 102     | 21                 | 63               | 18                   |
| Разом    | 218     | 37                 | 155              | 26                   |